# Тома, Сальваторе
Сальваторе Тома (итал. Salvatore Toma; 11 мая 1951, Малье — 17 марта 1987) — итальянский поэт, которого относят к современным проклятым поэтам.

## Биография
Из семьи владельцев цветочной лавки. Не получил высшего образования. Отличался беспорядочным, экстравагантным образом жизни. Опубликовал шесть сборников стихотворений. Покончил с собой. Известность поэту принесло издание известным филологом Марией Корти сборника его произведений под заглавием Песни смерти (1999). В 2005 о нем снят документальный фильм В лесу слов.

## Произведения
- Poesie (Prime rondini) (1970)
- Ad esempio una vacanza (1972)
- Poesie scelte (1977)
- Un anno in sospeso (1979)
- Ancora un anno (1981)
- Forse ci siamo (1983)
- Canzoniere della morte (1999)